# Peter Bernholz
Peter Bernholz (* 18. Februar 1929 in Bad Salzuflen; † 17. August 2024 in Basel) war ein deutsch-schweizerischer Wirtschaftswissenschaftler und Hochschullehrer.

## Leben
Bernholz studierte ab 1950 Volkswirtschaftslehre an den Universitäten Marburg und München und schloss 1953 mit dem Diplom ab. 1955 promovierte er in Marburg. Von 1956 bis 1962 war er wissenschaftlicher Mitarbeiter bzw. wissenschaftlicher Assistent von Hans Möller und Heinz Sauermann an den Universitäten Frankfurt und München. 1962 wurde er in Frankfurt habilitiert. 1963/64 war er Fellow der Rockefeller-Stiftung an den Universitäten Harvard und Stanford.
Von 1964 bis 1966 war Bernholz Dozent an der Universität Frankfurt und von 1966 bis 1971 ordentlicher Professor an der Technischen Universität Berlin. Von 1971 bis 1997 war er ordentlicher Professor für Nationalökonomie, insbesondere Wirtschaftspolitik, Geld und Außenwirtschaft, an der Universität Basel. 1982/83 stand er als Dekan der dortigen Philosophisch-Historischen Fakultät vor. Trotz  Rufen an die Universitäten Bonn und Kiel blieb Bernholz der Universität Basel treu.
Als Gastprofessor weilte Bernholz am MIT 1969, am Center for Study of Public Choice des Virginia Polytechnic Institute 1974 und 1978, und an der George Mason University, an der Stanford University 1981, an der University of California, Los Angeles 1986/87, an der Australian National University 1993,  der University of California Irvine 1998, der Universita La Sapienzia, Rom, 2000, am Wissenschaftskolleg Berlin 2000/01 und an der Universität Innsbruck 2002. Er ist Research Fellow des Centers for Study of Public Choice, George Mason University, Fairfax, Virginia. Mehrere Forschungsaufenthalte dort seit 1983.
Von 1974 bis 1980 war Bernholz Präsident der European Public Choice Society, von 1992 bis 1998 war er Vorstandsmitglied der Mont Pelerin Society. Seit 1974 ist Bernholz (Stand März 2017) Mitglied des Wissenschaftlichen Beirats des Wirtschaftsministeriums der Bundesrepublik Deutschland.
Bernholz war Mitglied des Vereins für Socialpolitik und korrespondierendes Mitglied der Bayerischen Akademie der Wissenschaften. Er ist Ehrendoktor der Universitäten Konstanz und Freiburg.
Hauptarbeitsgebiete von Bernholz waren die österreichische Realkapitaltheorie (Faber 1979), die politische Ökonomie (Ursprung 1994), die Social Choice-Theorie (Bernholz 2012), der Totalitarismus (Bernholz 1997) und die Geld- und Währungstheorie, -politik und -geschichte (Bernholz 2003 und 2007).
2017 erhielt Bernholz die Hayek-Medaille.
Bernholz war verheiratet und hatte zwei Kinder.

## Schriften (Auswahl)

### Bücher
Als Autor:
- Das Gesetz von der Mehrergiebigkeit längerer Produktionswege und die reine Kapitaltheorie. Dissertation, Universität Marburg, 1955.
- Außenpolitik und Internationale Wirtschaftsbeziehungen. Klostermann, Frankfurt am Main 1966 (Habilitationsschrift, Universität Frankfurt, 1962).
- Grundlagen der Politischen Ökonomie. 3 Bände. Mohr, Tübingen 1972/75/79.
- Währungskrisen und Währungsordnung. Hoffman und Campe, Hamburg 1974.
- Flexible Exchange Rates in Historical Perspective (= Princeton Studies in International Finance. No. 49). Princeton University, Princeton 1982.
- The International Game of Power. Past, Present and Future. Mouton, Berlin/New York/Amsterdam 1985.
- Monetary Regimes and Inflation. History, Economic and Political Relationships. Elgar, Cheltenham 2003; 2. Auflage 2015.
- Totalitarianism, Terrorism and Supreme Values. History and Theory. Springer, Heidelberg/New York/London 2017.
- Poesien eines Wissenschaftlers. Noel, Oberhausen 2020.

Als Herausgeber:
- mit Gerard Radnitzky: Economic Imperialism. The Economic Method Applied Outside the Field of Economics. Paragon House, New York 1986.
- mit Manfred E. Streit, Roland Vaubel: Political Competition, Innovation and Growth. A Historical Analysis. Springer, Berlin, Heidelberg New York 1998.
- mit Roland Vaubel: Political Competition, Innovation and Growth in the History of Asian Civilizations. Elgar, Cheltenham 2004.
- mit Roland Vaubel: Political Competition and Economic Regulation. Routledge, London/New York 2007.
- mit Roland Vaubel: Explaining Monetary and Financial Innovation. A Historical Analysis. Springer, Heidelberg/New York/London 2014.

### Aufsätze
- The Importance of Boehm-Bawerks Theory of Capital and Interest from a Historical Perspective. In: History of Economic Ideas. Bd. 1, Nr. 2, 1993, S. 21–54.
- Ideology, sects, state and totaltarianism: A general theory. In: Hans Maier (Hrsg.): Totalitarismus und Politische Religionen. Konzepte des Diktaturvergleichs. Band 2, Schöningh, Paderborn 1997, S. 271–298.
- Die  Bundesbank und die Währungsintegration in Europa. In: Fünfzig Jahre Deutsche Mark. Hrsg. von der Deutschen Bundesbank. Beck, München 1998, S. 773–831.
- Monetary Regimes and Inflation. History, Economic and Political Relationships. Elgar, Cheltenham 2003; 2. Auflage 2015.
- Die Nationalbank 1945–1982: Von der Devisen-Bannwirtschaft zur Geldmengensteuerung bei flexiblen Wechselkursen. In: Die Schweizerische Nationalbank 1907–2007. Verlag Neue Zürcher Zeitung, Zürich 2007, S. 119–211.
- From the Calculus of Consent to extended logrolling, negative externalities, and the Coase theorem. In: Public Choice. Bd. 152, 2012, S. 265–261.